# Abrahám z Čech
Abrahám ben Moše Jaffe, známý též jako Abrahám z Čech (hebrejsky אברהם בן משה יפה מבוהמיה, či pod latinským jménem Abraham Judaeus Bohemus, * pol. 15. století, Praha - 1535, Lvov) byl vysoce prominentní židovský dvorní bankéř, výběrčí daní, půjčovatel peněz a dvorní Žid (faktor).
Později se přestěhoval do Polska, kde v letech 1514-1518 působil jako prefekt Rady čtyř zemí. Pocházel z prastarého židovského rodu Jaffeů.

## Život
Narodil se v polovině 15. století v Praze v Českém království. Jeho otec Moše Jaffe z Boloni byl rabín původem z Polska, potomek Elchanana Jaffeho, který žil ve 12. století v Dampierre. Jeho matka Margolioth bat Šmu'el ha-Levi byla považována za nesmírně vzdělanou ženu, a to natolik, že někteří z jejích potomků jako druhé příjmení přijali jméno Margolioth, jako například Abrahámův bratr Ja'akov Margolioth-Jaffe z Norimberka. 
Abrahám brzy nashromáždil velké jmění, že později mohl půjčovat dokonce českému králi Vladislavovi Jagellonskému i císaři Svaté říše římské Maximiliánovi I.
Kolem roku 1495 se přestěhoval do Kaziměře a Krakova Polském království, kde se brzy stal bankéřem krále Alexandra Jagellonského a později Zikmunda I., s nímž se velmi sblížil. V roce 1512 vydal král Zikmund dekret, jímž Abraháma jmenoval prefektem s povinností vybírat pro krále židovskou daň ve Velkém Polsku a Mazovsku a od roku 1514 také v Malopolsku. Tuto funkci vykonával do roku 1518. V téže době se rovněž zapojil do obchodu se sídlem ve Lvově, kde mu král daroval dům v židovské čtvrti.
Abrahám se však dostával do konfliktů s krakovským vojvodou i židovskými komunitami. Místní Židé byli nespokojeni s novým českým prefektem, který se stal příliš mocným, což mu následně působilo finanční ztráty kvůli obstrukcím, většinou v souvislosti s výkonem královských rozkazů. Král nařídil všem polským Židům, zejména rabínům, aby respektovali svobody a výsady udělené Abrahámovi a nezasahovali do nich exkomunikací ani jinak. Za tato privilegia Abrahám platil roční osobní daň ve výši 20 dukátů.
V roce 1518 Zikmund po intervenci císaře Maximiliána odvolal Abraháma z jurisdikce Rady čtyř zemí. Král rovněž zamítl všechna obvinění proti Abrahámovi, osvobodil ho od daní placených všemi ostatními Židy a umožnil mu svobodu obchodu a bankovnictví v celém Polsku.
V roce 1533 Zikmund Abraháma odstranil z jurisdikce královských úředníků a umístil jej pod jurisdikci královny Bony Sforzy.
Na konci svého života se Abrahám přestěhoval do Lvova, kde kolem roku 1535 zemřel.   